# Say Yay!
Time to Fight
Say Yay! (« Dis Yay ! » en français) est un single et une chanson de la chanteuse espagnole Barei. Cette chanson représente l'Espagne au Concours Eurovision de la chanson 2016. Intégralement interprétée en anglais, c'est la première chanson espagnole présentée à l'Eurovision qui ne comporte aucune parole en espagnol. La chanson sort le 25 janvier 2016 et atteint la première place des charts espagnols sur iTunes.

## Concours Eurovision de la chanson
En décembre 2015, Barei est désignée comme l'une des participantes à la sélection nationale espagnole, Objetivo Eurovisión. La sélection a lieu le 1er février 2016, durant laquelle Barei reçoit la plus haute note du jury national ainsi que celle du télévote, et remporte la compétition. Elle représente donc l'Espagne à l'Eurovision, s'y classant 22ᵉ sur 26 participants.

## Interprétations
Barei interprète sa chanson en live la première fois lors de la sélection nationale espagnole où elle remporte la compétition. Après avoir gagné la compétition, elle chante sa chanson lors d'un show matinal sur La 1 le 3 février 2016.

## Controverses
José María Merino, membre de l'Académie royale espagnole, déclare la chanson représentant l'Espagne et son artiste comme « inacceptable, dépourvue de sentiments et stupide » en raison de l'absence de paroles en langue espagnole.

## Liste des titres
| 1. | Say Yay! | 2:56 |

### Sortie
| Pays  | Date            | Format         | Label    |
| ----- | --------------- | -------------- | -------- |
| Monde | 25 janvier 2016 | Téléchargement | Gran Sol |

## Classement
| Classement           | Meilleure position |
| -------------------- | ------------------ |
| Espagne (PROMUSICAE) | 6                  |
| France (SNEP)        | 127                |